# Пољица (Крк)
Пољица (хрв. Poljica) су насељено место у граду Крк, на острву Крк, Приморско-горанска жупанија, Хрватска.

## Историја
До територијалне реорганизације у Хрватској била су у саставу старе општине Крк.

## Становништво
У попису становништва из 2011. године, Пољица су имала 74 становника.
| Број становника према пописима | Број становника према пописима | Број становника према пописима | Број становника према пописима | Број становника према пописима | Број становника према пописима | Број становника према пописима | Број становника према пописима | Број становника према пописима | Број становника према пописима | Број становника према пописима | Број становника према пописима | Број становника према пописима | Број становника према пописима | Број становника према пописима | Број становника према пописима |
| ------------------------------ | ------------------------------ | ------------------------------ | ------------------------------ | ------------------------------ | ------------------------------ | ------------------------------ | ------------------------------ | ------------------------------ | ------------------------------ | ------------------------------ | ------------------------------ | ------------------------------ | ------------------------------ | ------------------------------ | ------------------------------ |
| 1857                           | 1869                           | 1880                           | 1890                           | 1900                           | 1910                           | 1921                           | 1931                           | 1948                           | 1953                           | 1961                           | 1971                           | 1981                           | 1991                           | 2001                           | 2011                           |
| 39                             | 43                             | 54                             | 59                             | 54                             | 67                             | 80                             | 85                             | 82                             | 89                             | 68                             | 72                             | 74                             | 65                             | 62                             | 74                             |